# Celbowo
Celbowo is een plaats in het Poolse district  Pucki, woiwodschap Pommeren. De plaats maakt deel uit van de gemeente Puck en telt 491 inwoners.